# Felinia precedens
Felinia precedens är en fjärilsart som beskrevs av Walker 1857. Felinia precedens ingår i släktet Felinia och familjen nattflyn. Inga underarter finns listade i Catalogue of Life.